# Cenicienta (película de 2021)
Cenicienta (Cinderella en inglés) es una película musical romántica de 2021 basada en el cuento de hadas del mismo nombre de Charles Perrault. Escrita y dirigida por Kay Cannon, está protagonizada por la cantante Camila Cabello interpretando al personaje principal en su debut actoral, junto a Nicholas Galitzine, Idina Menzel, Minnie Driver, Billy Porter y Pierce Brosnan. Es la primera versión de acción en vivo desde La Cenicienta de 2015 de Walt Disney Pictures.
El desarrollo de la película comenzó en abril de 2019, cuando Columbia Pictures anunció una película de estilo musical sobre La Cenicienta, con Cannon en guion y dirección. La película se basó en una idea original de Corden, quien produjo la película a través de Fulwell 73 con Leo Pearlman, Jonathan Kadin y Shannon McIntosh. El rodaje comenzó en febrero de 2020 en Pinewood Studios y se suspendió en marzo de 2020 debido a la pandemia de COVID-19. La producción se reanudó en agosto de 2020 y concluyó en septiembre de 2020.
Cinderella se estrenó el 3 de septiembre de 2021 por Amazon Prime Video.

## Reparto
- Camila Cabello como Ella "Cenicienta".[3]
- Nicholas Galitzine como el príncipe Robert.[4]
- Idina Menzel como Vivian, la malvada madrastra de Cenicienta.[5]
- Minnie Driver como la reina Beatrice.[6]
- Pierce Brosnan como rey Rowan.[7]
- Billy Porter como Fab G, el hada madrina.[8][9]
- Maddie Baillio y Charlotte Spencer como Malvolia y Narissa respectivamente, las dos malvadas hermanastras de Cenicienta.[10]
- Tallulah Greive como la princesa Gwen.[11]
- James Acaster como John, uno de los lacayos / ratón.[12]
- James Corden como James, uno de los lacayos / ratón.[6]
- Romesh Ranganathan como Romesh, uno de los lacayos / ratón.[6]
- Doc Brown como el pregonero.[6]
- Luke Latchman como Griff.[11]
- Fra Fee como Hench.[11]
- Beverley Knight[11]
- Mary Higgins como la princesa Laura.[11]
- Nakai Warikandwa como Princesa.[11]

## Producción
En abril de 2019, Columbia Pictures anunció una nueva versión musical del clásico cuento La Cenicienta, con Kay Cannon como guionista y directora. La idea original de la película vino de James Corden, quien produjo la película a través de Fulwell 73 con Leo Pearlman, Jonathan Kadin y Shannon McIntosh.

### Rodaje
El rodaje comenzó en febrero de 2020 en Pinewood Studios en el Reino Unido. El rodaje se suspendió en marzo de 2020 debido a la pandemia de COVID-19. La producción se reanudó en agosto de 2020 y concluyó en septiembre.

## Música

### Banda sonora
En abril de 2019, se anunció que Camila Cabello estaba trabajando en la banda sonora de la película. En octubre de 2020, Idina Menzel confirmó que "[ella y Camila] también tienen canciones originales". El 2 de agosto de 2021, el director anunció que la banda sonora se lanzaría el 3 de septiembre de 2021.

### Música de la película
En febrero de 2021, Jessica Rose Weiss confirmó que ella y Mychael Danna estaban trabajando en la partitura de la película y grabando la partitura con la orquesta dirigida por Johannes Vogel en Synchron Stage Vienna. La banda sonora de la película fue lanzada digitalmente por Sony Classical el 3 de septiembre.
| N.º   | Título                       | Duración |  |
| 1.    | «Ella's Village»             | 0:48     |  |
| 2.    | «Find a Match»               | 0:38     |  |
| 3.    | «Wifey Fish Guts»            | 1:10     |  |
| 4.    | «The Pain Is Quite Terrific» | 0:40     |  |
| 5.    | «Put That Dress Down»        | 0:44     |  |
| 6.    | «Chrysalis»                  | 0:45     |  |
| 7.    | «I Believe in You»           | 1:16     |  |
| 8.    | «This Is My Chance»          | 0:50     |  |
| 9.    | «Back to the Basement»       | 1:21     |  |
| 10.   | «Adventure Time»             | 0:37     |  |
| 11.   | «Fab G»                      | 0:42     |  |
| 12.   | «Cautionary Magic»           | 0:40     |  |
| 13.   | «Meeting the Queen»          | 0:48     |  |
| 14.   | «First Dance»                | 1:26     |  |
| 15.   | «Romance & Rodents»          | 0:54     |  |
| 16.   | «Palace Escape»              | 2:29     |  |
| 17.   | «Stroke of Midnight»         | 0:45     |  |
| 18.   | «Could It Be Love»           | 1:45     |  |
| 19.   | «Viviane's Lament»           | 2:42     |  |
| 20.   | «Escape Plan»                | 0:37     |  |
| 21.   | «Search for Ella»            | 0:52     |  |
| 22.   | «I Choose You»               | 0:44     |  |
| 23.   | «We're in Business»          | 0:29     |  |
| 24.   | «A Lady's Right to Rule»     | 0:50     |  |
| 24:46 |                              |          |  |

## Marketing
Como parte del marketing de la película, Amazon Prime Video se asoció con Mercedes-Benz en agosto de 2021. El 9 de agosto, la marca japonesa de zapatos Onitsuka Tiger anunció el lanzamiento de unas zapatillas deportivas de edición limitada creadas en colaboración con Cinderella. El 11 de agosto, la marca de cabello John Frieda anunció una colaboración con Cinderella.

## Estreno
La película se estrenó el 3 de septiembre de 2021. En junio de 2019, Sony programó el lanzamiento de la película el 5 de febrero de 2021. En enero de 2021, la fecha de lanzamiento se retrasó hasta el 16 de julio de 2021. En mayo de 2021, Sony canceló el debut teatral de la película y anunció que la película había sido comprada por Amazon Studios, excepto China, Sony también retendría los derechos de entretenimiento en el hogar y televisión lineal de la película.

## Respuesta crítica
Cinderella recibió críticas mayormente negativas por parte de los especialistas. En el sitio agregador de reseñas Rotten Tomatoes tuvo un índice de aprobación del 43% basado en 120 reseñas profesionales. El consenso crítico fue: «Esta Cenicienta, digna de cantar, rocía un poco de polvo de hadas moderno en el cuento que se cuenta a menudo, pero las actuaciones planas y los diálogos torpes hacen que mirarla a menudo se sienta como una tarea». En Metacritic tuvo una puntuación ponderada de 41 de 100 sobre la base de 30 críticas.
Jackson McHenry de Vulture criticó la actuación de Camila Cabello diciendo: «Todo el proyecto es predecible desde el momento en el que Cabello intenta interpretar a Ella como si Bella de La Bella y la Bestia estuviera tratando de hacer un reto de TikTok. En teoría, un musical podría revelar algo que a lo mejor el personaje no es capaz de articular en diálogos, pero no hay nada que revelar aquí, es solo una chica tratando de venderte un vestido». Yolanda Machado de TheWrap sostuvo que: «La Cenicienta de Camila Cabello está menos traumatizada, pero también es menos interesante, que la versión original», y añadió que «algo de profundidad hubiese hecho el mensaje feminista menos superficial, que a fin de cuentas convierte esta película en algo olvidable». Lily Janiak de San Francisco Chronicle escribió: 

El atractivo de los cuentos de hadas no es solo su fantasía, sino también su peligro. Sus villanos son malvados de principio a fin, y el mal realmente podría caer sobre sus héroes. Pero aquí, donde incluso la malvada madrastra de Cenicienta tiene una historia de fondo, el director parece estar decidido no solo a tratar de borrar el sexismo de la original, sino también su misterio. Al tratar de irse por lo seguro y en armonía con las sensibilidades modernas, esta versión de Cenicienta se neutraliza a sí misma.

Courtney Howard de la revista Variety la tachó de ser «un musical mediocre» y mencionó que «falla en sumergir o transportar a la audiencia», principalmente debido a sus números musicales «agotadores y poco emocionantes». Además, criticó la edición por «parecer como un vídeo musical, con cortes rápidos y ajustados entre tomas amplias y cercanas que lo único que hacen es desfavorecer la coreografía y los atuendos». Clarisse Loughrey de The Independent la calificó con dos estrellas de cinco y sostuvo que: «Al final, todo lo que diferencia a esta versión de Cinderella de sus predecesoras es un hambre voraz de capitalismo». Lovia Gyarkye de The Hollywood Reporter expresó que: «Como película de gran presupuesto con un elenco repleto de estrellas, Cinderella cumple con el listón relativamente bajo establecido por la mayoría de los reinicios contemporáneos, pero eso no la hace menos decepcionante. El cuento de hadas clásico y sus lecciones sencillas pero poderosas sobre la confianza en uno mismo, la perseverancia y el poder de la imaginación proporcionan una base atractiva para una narración ambiciosa y visualmente impresionante. Es triste que, al ver esta versión, no puedas darte cuenta de ello».